# Polskie Stowarzyszenie Mykologów Budownictwa
Polskie Stowarzyszenie Mykologów Budownictwa – organizacja naukowo-techniczna zrzeszająca specjalistów w zakresie mykologii budowlanej. Stowarzyszenie prowadzi działalność wydawniczą i organizuje:
- konferencje i sympozja,
- szkolenia, odczyty oraz kursy.

W ramach swojej działalności stowarzyszenie wykonuje:
- ekspertyzy budowlane i mykologiczne,
- oceny bezpieczeństwa pożarowego
- przeglądy techniczne.

## Historia
Ochrona obiektów budowlanych przed wilgocią i korozją ma w świecie, a także i w Polsce, duże znaczenie naukowe i inżynierskie. Wkład do tej dziedziny wnieśli nie tylko przedstawiciele nauk technicznych, ale w wielu przypadkach również przedstawiciele innych nauk – profesor Romuald Juchniewicz (elektrochemik), profesor Jerzy Ważny (mykolog), profesor Bronisław Zyska (mikrobiolog), profesor Władysław Danilecki (przedstawiciel inżynierii sanitarnej i ochrony środowiska). Stworzyli oni, wraz ze swoimi uczniami, pewną całość problematyki antykorozyjnej, umożliwiając projektowanie i wznoszenie obiektów o zwiększonej odporności korozyjnej, pracujących w różnych środowiskach degradacyjnych. W Polsce, w odniesieniu do ochrony obiektów budowlanych przed korozją biologiczną, grupy inicjatywne pracowały praktycznie od początku XX wieku, a po II wojnie światowej, począwszy od przełomu lat 1945/46. Po zmianach polityki rozwoju budownictwa w latach 70. XX wieku, kierujących polskie budownictwo ku rozwiązaniom uprzemysłowionym, niezbędne stało się powołanie instytucji odpowiedzialnej za szkolenie specjalistów, rzeczoznawców w tej dziedzinie oraz prowadzenie działalności ekspertyzowej i promocyjnej w odniesieniu do wciąż bardzo ważnej i potrzebnej mykologii budowlanej. Naprzeciw temu wyszło powołanie w 1971 r. Stowarzyszenia Mykologów Budownictwa (SMB), a później, w roku 1989, Polskiego Stowarzyszenia Mykologów Budownictwa (PSMB).
Powstanie Stowarzyszenia łączyło się z długotrwałymi dążeniami wielu entuzjastów wywodzących się zarówno ze środowiska inżynierów budownictwa, jak i technologów drewna i mikrobiologów. Początek działań, mających na celu organizowanie się środowiska zajmującego się ochroną obiektów budowlanych przed korozją biologiczną, datuje się już w pierwszych latach po I wojnie światowej. W połowie lat 30. władze państwowe powołały Komisję Rzeczoznawców w Sprawie Walki z Grzybem Domowym, składającą się z biologów, praktyków oraz przedstawicieli ministerstw, do opracowania przepisów regulujących techniczne, prawne aspekty zwalczania i zapobiegania korozji biologicznej w budynkach. Komisja zorganizowała pierwszy kurs w gmachu chemii Politechniki Warszawskiej oraz opracowała pierwszy podręcznik pt. „Grzyby domowe i inne szkodniki budulca oraz metody i środki walki” pod redakcją Franciszka Ksawerego Skupieńskiego. W 1935 r. powstało również Polskie Towarzystwo Walki z Grzybem Domowym.
Po II wojnie światowej, pierwsze ośrodki pracujące nad tym tematem powstały na ziemiach zachodnich, a przede wszystkim we Wrocławiu – mieście ogromnie zniszczonym w okresie II wojny światowej, a mającym pewną tradycję w ochronie obiektów budowlanych przed korozją biologiczną. Osobną, grupę stanowili ludzie zaangażowani emocjonalnie i zawodowo w ochronę obiektów budowlanych, bowiem po drugiej wojnie światowej ochronę antykorozyjną obiektów rozpoczęto wraz z powojenną odbudową kraju. Największy zakres miała ona we Wrocławiu, a prowadzona była pod nadzorem Wrocławskiej Dyrekcji Odbudowy. Już w latach 1946–1950 prowadzono prace antykorozyjne nadzorowane przez E. Bartkowiaka. W maju 1949 r. przeprowadzono we Wrocławiu pierwszy powojenny kurs dotyczący walki z grzybem w budynkach.
Skutkiem wielorakich działań osób zaangażowanych w ochronę obiektów budowlanych Urząd Rady Ministrów powołał w 1951 r. Pełnomocnika Rządu do Walki z Grzybem Domowym. Działalność Pełnomocnika pozwoliła m.in. na pełne rozeznanie skali potrzeb w zakresie ochrony antykorozyjnej. W 1956 r. dokonano reorganizacji biura Pełnomocnika i przekazania tych samych uprawnień Ministerstwu Gospodarki Komunalnej (MGK). W MGK powstało biuro Głównego Specjalisty ds. Ochrony Budynków przed Biologiczną Korozją, którym został Konstanty Wójcik, a który przy współpracy z Tomaszem Żbikowskim powołał struktury resortowe i wojewódzkie, zorganizował szkolenie specjalistów i robotników. W ośrodku szkoleniowym MGK w Bytomiu, a później w Łodzi, przy dużym zaangażowaniu W. Łyszkowskiego, odbywały się szkolenia rzeczoznawców oraz impregnatorów. W wielu miastach i województwach powstały wyspecjalizowane przedsiębiorstwa lub przynajmniej ekipy do prowadzenia tych prac. Opracowano i wydano instrukcje techniczne dotyczące impregnacji i odgrzybiania.
Powołana w 1959 roku międzyresortowa Komisja Naukowo-Techniczna ds. Korozji Biologicznej Budowli zainicjowała opracowanie potrzebnych norm dotyczących środków ochrony, ekspertyz budynków i wielu innych niezbędnych w tym czasie dokumentów prawnych. Umożliwiło to uporządkowanie produkcji środków ochrony, kontrolę ich jakości oraz stosowania, co pozwoliło z kolei na coroczne wydawanie wykazów środków dopuszczonych do stosowania. Od roku 1969 wprowadzono konieczność dokonywania corocznych przeglądów technicznych obiektów budowlanych, co znacznie rozszerzono w prawie budowlanym w roku 1974. Działalność Ministerstwa Gospodarki Komunalnej w latach 1951–1975 przyczyniła się do znacznego zmniejszenia zagrzybienia budynków. Na szczególne podkreślenie zasługuje praca koordynatorów ochrony obiektów we Wrocławiu, A. Chojnackiego i Z. Stramskiego. Począwszy od 1973 roku nastąpił regres w zakresie ochrony obiektów budowlanych przed korozją biologiczną. Przyczyną tego była, zmiana priorytetów w budownictwie i położenie nacisku na rozwój budownictwa uprzemysłowionego. Brak należytej opieki nad starymi obiektami wywołał poważny wzrost zagrzybienia w tych obiektach, a jednocześnie powstał nowy, trudny problem, jakim okazał się znaczny rozwój grzybów pleśniowych na przegrodach budowlanych w obiektach budownictwa systemowego.
W 1975 roku powstała kolejna międzyresortowa Komisja Naukowo-Techniczna ds. Ochrony Drewna, która wraz z Państwowym Zakładem Higieny skupiła się na atestacji środków biochronnych. Problemy szkoleniowe i rozwoju techniki inżynierskiej w całościowej ochronie obiektów budowlanych skupiły się w powstałym w lutym 1971 roku Stowarzyszeniu Mykologów Budownictwa (SMB). Stowarzyszenie to powstało we Wrocławiu w oparciu o miejscowych działaczy stowarzyszeń budowlanych i przy wsparciu finansowym inż. Przewalskiego, który posiadał w tym czasie na rynku ochrony antykorozyjnej znaczne możliwości twórcze i finansowe, prowadząc dobrze prosperującą firmę „Fungus”. Grupa inicjatywna zawiązała się w listopadzie 1970 r. Duszą i sercem tej inicjatywy był A. Chojnacki, pierwszy wojewódzki koordynator do spraw walki z grzybem domowym. Począwszy od roku 1961, rolę doradczą i merytoryczną pełnił dla miejscowych działaczy, profesor Jerzy Ważny, który czynił to również po powstaniu Stowarzyszenia. Formalnie rzecz biorąc Stowarzyszenie powstało na mocy decyzji władz państwowych nr U.S.W-SA-900/Z/71, z dnia 23 lutego 1971 r.
Już w końcu roku 1970 grupa inicjatywna działaczy istniejących już stowarzyszeń naukowo-technicznych pod kierunkiem A. Chojnackiego przygotowywała dokumenty prawne do niezbędne do powstania SMB. Pierwszy zjazd Stowarzyszenia odbył się 23 listopada 1971 roku we Wrocławiu. Przewodniczącym zjazdu był Aleksy Majewski. Wybrano władze SMB, a pierwszym przewodniczącym został Mieczysław Sabaj. Zadania i tezy zajazdowe realizowano z zapałem. Oprócz spraw formalnych i ekspertyzowych oraz typowo szkoleniowych, w dniach 23–24 listopada 1973 r. zorganizowano pierwsze Sympozjum pt. Ochrona budynków przed zawilgoceniem, zagrzybieniem i porażeniem przez owady oraz wpływ tych czynników na zdrowie ludzkie. Sympozjum podsumowało wiedzę w tym zakresie istniejącą w Polsce. II zjazd SMB odbył się 25 listopada 1974 roku, a na przewodniczącego Stowarzyszenia wybrano wówczas doc. Czesława Żymalskiego. Tę kadencję zdominowała praca nad przywróceniem do pracy koordynatorów ochrony budynków w odniesieniu do odpowiednich zarządzeń ministra gospodarki komunalnej. Rozpoczęto prace nad rzeczoznawstwem mykologicznym, a jednocześnie rozpoczęto współpracę w tym zakresie ze Spółdzielnią Pracy „Zagłębie” w Legnicy. Tymczasem, współpracę w odniesieniu do remontów i przygotowania dokumentacji projektowo-kosztorysowej prowadzono w DZBM w Oleśnicy. Jednak wkrótce obydwie inicjatywy uległy zawieszeniu wobec nowego podziału administracyjnego kraju. W tych trudnych chwilach, wielką pomoc dla Stowarzyszenia czynił inż. Zdzisław Przewalski z Warszawy, jeden ze wspomnianych już współtwórców Stowarzyszenia. W tym czasie prowadzono także krótkie szkolenia: we Wrocławiu, Zgorzelcu i Sobótce. III Zjazd SMB odbył się 27 lutego 1978 r. we Wrocławiu. Na przewodniczącego Stowarzyszenia wybrano dr inż. arch. Janusza Bachmińskiego. Stowarzyszenie prowadziło w tym czasie głównie działalność szkoleniową i rzeczoznawczą, poprzez ZUT (Zakład Usług Technicznych) Naczelnej Organizacji Technicznej. Stan wojenny wprowadził mocne ograniczenie działalności Stowarzyszenia, a także stawiał pod znakiem zapytania jego istnienie. Te trudne chwile przetrwało ono głównie w wyniku starań Stefana Łabędzkiego i Zygmunta Stramskiego, a dominująca rola mgr S. Łabędzkiego stała się przyczyną uznania go pełniącym obowiązki przewodniczącego SMB na okres 1981-1985. On to przygotował również IV nadzwyczajny zjazd Stowarzyszenia, który odbył się we Wrocławiu 16 marca 1985 roku. Na zjeździe wybrano przewodniczącego w osobie dr inż. Mariana Persony. Honorowym przewodniczącym SMB został mgr inż. Zygmunt Stramski. Działalność Stowarzyszenia uległa wzmocnieniu i poszerzeniu. Zorganizowano wkrótce cztery pełne 200-godzinne kursy mykologiczno-budowlane, we Wrocławiu, Bielsku-Białej, Szklarskiej Porębie i w Gdańsku, a także osiem kursów II stopnia – 48 godzinnych, mających charakter promujący tematykę mykologiczno-budowlaną. V zjazd Stowarzyszenia odbył się 19 listopada 1988 roku ponownie we Wrocławiu. Na przewodniczącego Stowarzyszenia wybrano wówczas mgr inż. Pawła Schuhmachera. Wkrótce, bo 25 listopada 1989 r., zorganizowano we Wrocławiu VI nadzwyczajny zjazd SMB, aby uzupełnić statut i rozszerzyć działalność poprzez powołanie Polskiego Stowarzyszenia Mykologów Budownictwa (PSMB), stanowiącego kontynuację Stowarzyszenia Mykologów Budownictwa (SMB).

## Działalność
Po VI nadzwyczajnym zjeździe we Wrocławiu podjęto prace mające na celu nie tylko formalne, ale i praktyczne przekształcenie Stowarzyszenia Mykologów Budownictwa w Polskie Stowarzyszenie Mykologów Budownictwa. Do końca kadencji wprowadzono nowe rozwiązania organizacyjne, zgodne z nowym statutem i nowymi wymaganiami formalno-prawnymi powstałymi w kraju. Odbyły się w tym czasie 3 kursy I stopnia w Toruniu, Bydgoszczy i w Krakowie, jeden II stopnia i jeden 200-godzinny III stopnia we Wrocławiu. Wprowadzono rzeczoznawstwo mykologiczno-budowlane. Czyniono starania o wprowadzenie tematyki mykologicznej do programów studiów magisterskich. VII zjazd PSMB odbył się 19 listopada 1991 roku we Wrocławiu. Na przewodniczącego Stowarzyszenia wybrano mgr inż. Stanisława Czyrka. Podczas tej kadencji prowadzono poprzez radio Wrocław audycje radiowe o charakterze informacyjnym. Zorganizowano kurs I i II stopnia. Od początku 1993 roku działalność stowarzyszenia wspomagał dr inż. Jerzy Karyś, który 11 czerwca 1994 roku we Wrocławiu został wybrany, podczas VIII zjazdu PSMB, na przewodniczącego PSMB i pełnił tę funkcję przez sześć kolejnych trzyletnich kadencji do 8 września 2012 r. IX zjazd odbył się w roku 1997 w Szklarskiej Porębie. Funkcję przewodniczącego Zjazdu powierzono prof. Wojciechowi Skowrońskiemu, który przewodniczył również następnemu, X zjazdowi. Ten odbył się w 2000 roku we Wrocławiu. XI zjazd odbył się w roku 2003, w Opolu (dzięki wsparciu prof. W. Skowrońskiego) a XII w 2006 roku we Wrocławiu-Pawłowicach. XIII zjazd odbył się w 2009 roku w Gdańsku-Sobieszewie, a końcowy dla tego składu władz stowarzyszenia, zjazd XIV, odbył się w Brzegu w roku 2012; funkcję przewodniczącego tego zjazdu pełnił dr Zygmunt Matkowski. W okresie 6 kadencji w zupełności zreorganizowano działalność Stowarzyszenia – rozszerzając, pogłębiając ją merytorycznie i wchodząc w międzynarodowe kontakty interdyscyplinarne. W pracy Stowarzyszenia, znaczącą rolę w tym okresie odegrał nestor polskiej mykologii profesor Jerzy Ważny – twórca cyklu przeglądu literatury branżowej w wydawnictwach PSMB, a także osoba dbająca o poziom podstaw mikrobiologicznych w pracach wydawanych w Stowarzyszeniu. Niezwykle cennym wkładem było wsparcie profesor Zofii Żakowskiej i jej szkoły naukowej wraz z ich mentorem profesorem Bronisławem Zyską z Katowic, a także szkoły docenta Władysława Nożyńskiego z ITB, profesorów Kazimierza Lutomskiego i Włodzimierza Prądzyńskiego (UP) oraz profesorów Edmunda Urbanika i Władysława Strykowskiego z Poznania (ITD.). Działalność Stowarzyszenia skupiała się na wielu kierunkach, a przede wszystkim na działalności organizacyjnej, opiniodawczej i informacyjnej, na współpracy z innymi jednostkami naukowymi i stowarzyszeniowymi, na szkoleniu kadry inżynierskiej, rzeczoznawstwie oraz na działalności gospodarczej i wydawniczej. W ramach działalności organizacyjnej wprowadzono działalność kół (oddziałów) w 6 regionach, zorganizowano mini laboratorium stowarzyszeniowe, zaopatrując je w niezbędny sprzęt badawczy, a także wprowadzono począwszy od roku 2004 konkurs „Na wzorcowe wykonanie prac osuszeniowych, naprawczych i antykorozyjnych”. W działalności opiniodawczej i informacyjnej opiniowano nowe normy, nowe książki o tematyce antykorozyjnej, ministerialne programy rozwoju budownictwa. Począwszy od roku 1995 wydawano „Kwartalnik informacyjny”, później „Biuletyn informacyjny”, aby od roku 1998, aż do tej pory, wydawać „Biuletyn mykologiczny”. Publikowano przeciętnie w roku około 6 artykułów w wiodących czasopismach budowlanych i antykorozyjnych oraz recenzje wydawnictw pochodzących spoza Stowarzyszenia. Wystosowano kilka memorandów do branżowych ministerstw, Polskiej Akademii Nauk, SARP, PZITB. Prowadzono rocznie około 20 wykładów: bezpośrednio w siedzibie stowarzyszenia („Spotkania z biologią”, seminaria promocyjne, „Spotkania z techniką i kulturą różnych narodów i krajów”, „Spotkania z technikami osuszeniowymi i antykorozyjnymi”, „Fizyka budowli a mykologia budowlana”, „Osuszanie obiektów”, „Usuwanie skutków powodzi” itp. oraz konsultacje dla ludności, instytucji państwowych i firm branżowych) lub w okręgowych izbach inżynierów budownictwa, albo też organizując wykłady poprzez uczelnie lub bratnie stowarzyszenia inżynierskie w całej Polsce, a także za granicą (Litwa, Ukraina, Francja, Czechy, Białoruś). Prowadzono rubryki informacyjne w czasopismach regionalnych, np. w czasopiśmie „Wrocławianin” oraz wywiady dla Radia Wrocław. Współpraca z innymi stowarzyszeniami lub jednostkami naukowo-badawczymi dotyczyła wspólnych szkoleń i konferencji. Sztandarową była konferencja „Kontra” Komitetu Trwałości Budowli ZG PZITB i konferencja „Ochrony drewna” Komitetu Technologii Drewna PAN i SGGW oraz Sekcji Konstrukcji Drewnianych KILiW PAN. Współpraca obejmowała Association Française pour la Preservation du Bois (AFpPB) w Paryżu, Nordyckie Stowarzyszenie Ochrony Zabytków, laboratorium ochrony zabytków w Fuldzie, Saksońskie Stowarzyszenie Ochrony Drewna, Polskie Stowarzyszenie Korozyjne, Stowarzyszenie Konserwatorów Zabytków (w Polsce), Komitet Trwałości Budowli PZITB, Stowarzyszenie na Rzecz Promocji Dolnego Śląska, Państwowy Zakład Higieny, Wojewódzkie Urzędy Nadzoru Budowlanego, Instytut Techniki Budowlanej, Instytut Technologii Drewna i liczne instytuty uczelni technicznych. Żywa i permanentna była współpraca z wieloma firmami branżowymi, z którymi występowano w ramach seminariów promocyjnych, jak i m.in. na targach budownictwa we Wrocławiu, Kielcach, Poznaniu, Katowicach, Krakowie, Bydgoszczy, Warszawie. W zakresie działalności naukowej i szkoleniowej zorganizowano w tym okresie 12 sympozjów i 10 warsztatów mykologiczno-budowlanych nt. ochrony obiektów budowlanych przed wilgocią, korozją biologiczną i ogniem oraz 20 kursów 200-godzinnych, przygotowujących inżynierów do rzeczoznawstwa mykologiczno-budowlanego i mykologicznego. Kolejne sympozja odbywały się:
- I – w listopadzie 1973 r. we Wrocławiu,
- II – w listopadzie 1989 r. we Wrocławiu,
- III – w październiku 1995 r. w Szklarskiej Porębie,
- IV – w 1997 r. w Szklarskiej Porębie,
- V – w 1999 r. w Ameliówce koło Kielc,
- VI – we wrześniu 2001 r. w Szklarskiej Porębie,
- VII – w październiku 2003 r. w Turawie koło Opola,
- VIII – we wrześniu 2005 r. w Rytrze,
- IX – w październiku 2007 r. w Zakopanem,
- X – w czerwcu 2009 r. w Gdańsku-Sobieszewie,
- XI – w 2011 r. w Augustowie.

Kolejne warsztaty mykologiczno-budowlane odbyły się:
- I – w październiku 1994 r. we Wrocławiu,
- II – w maju 1996 r. we Wrocławiu,
- III – 1998 r. w Sobótce,
- IV – w październiku 2000 r. we Wrocławiu,
- V – we wrześniu 2002 r. na Świętym Krzyżu w Górach Świętokrzyskich,
- VI – we wrześniu 2004 r. w Świętej Katarzynie w Górach Świętokrzyskich,
- VII – w październiku 2006 we Wrocławiu-Pawłowicach,
- VIII – we wrześniu 2008 r. w Krasiczynie k/ Przemyśla,
- IX – we wrześniu 2010 r. we Wrocławiu,
- X – we wrześniu 2012 r. w Brzegu.

Kursy mykologiczno-budowlane odbywały corocznie w siedzibie Stowarzyszenia we Wrocławiu. Uczestniczyło w nich od 20-40 osób. W roku 1995 kurs odbył się także w Warszawie, a w roku 1996 odbył się dwukrotnie w ciągu roku we Wrocławiu. W okresie tym przyznano kilku osobom tytuły członka honorowego Stowarzyszenia. Po pierwszej nominacji z roku 1986, w roku 2000 przyznano kolejny tytuł honorowego członka PSMB profesorowi Jerzemu Ważnemu, a w 2003 r. profesorowi Kazimierzowi Lutomskiemu oraz w roku 2012 – dr Stanisławowi Kobieli i mgr inż. Piotrowi Kozarskiemu. W poszczególnych latach powołano w Stowarzyszeniu wielu rzeczoznawców mykologiczno-budowlanych i mykologicznych, stanowiących profesjonalną bazę do prowadzenia zagadnień merytorycznych, zarówno w odniesieniu do etapu projektowania, jak i realizacji prac profilaktycznych i antykorozyjnych. Doświadczenia rzeczoznawców wzrastały w czasie i wraz ze zwiększeniem wyjazdów zagranicznych. Rzeczoznawcy uczestniczyli w wyjazdach do Niemiec (trzykrotnie), Anglii, Włoch (dwukrotnie), Francji, Austrii, Chorwacji, na Litwę, Ukrainę (trzykrotnie), do Czech (Ostrawa, Praga), Słowacji. Przyjmowano także grupy przedsiębiorstw branżowych z Czech i Ukrainy, umożliwiając im jednocześnie wydawanie u siebie czasopism o charakterze antykorozyjnym. Corocznie wydawano „Atlas grzybów domowych” oraz przez kilka lat potrzebną wówczas pozycję „Chemiczne środki produkcji krajowej do ochrony drewna i odgrzybiania murów”. W roku 1998 Stowarzyszenie wydało książkę autorstwa P. Kozarskiego pt. „Konserwacja domu” i J. Karysia „Usuwanie skutków powodzi” oraz „Katalog materiałów i wyrobów dla budownictwa”. Sztandarową pozycją stała się książka wydana w roku 2001 pt. „Ochrona budynków przed korozją biologiczną” pod redakcją J. Ważnego i J. Karysia. Pozycja ta zyskała kilka nagród branżowych (NOT-u i ministerialnych). W okresie po 2000 roku szereg opracowań dotyczących rozwiązań hydroizolacyjnych z afiliacją PSMB przygotował M. Rokiel i C. Magott. Stowarzyszenie wzbogaciło się w tym okresie o bibliotekę i zainicjowało wydawnictwo pt. „Biblioteka mykologa budowlanego”. Wykaz tych przedsięwzięć zawiera bogata „Kronika PSMB”. Na przełomie lat 80. i 90. XX wieku, w okresie reform politycznych i gospodarczych kraju, zmieniono i unowocześniono działalność antykorozyjną w budownictwie. Po 1989 r. wprowadzono w Polsce potrzebę posiadania aprobat technicznych, a od maja 2004 r., zgodnie z wymaganiami Unii Europejskiej, wprowadzono konieczność posiadania tzw. pozwoleń, wydawanych przez Urząd Rejestracji Produktów Leczniczych, Wyrobów Medycznych i Produktów Biobójczych. Do produkcji środków biochronnych i biobójczych stosowano już inne biocydy niż w latach powojennych. Po 1989 r. wzrosła ilość dystrybutorów środków, a stare firmy poszerzyły swoją ofertę materiałową i technologiczną. Konkurencyjne rozwiązania przybyły wraz powstaniem firm o proweniencji zagranicznej, często proponujących rozwiązania komplementarne wraz z robotami hydroizolacyjnymi. Stowarzyszenie wyszło naprzeciw tym wszystkim wyzwaniom i staje im nadal; od 2012 roku pod przewodnictwem profesora Wojciecha Skowrońskiego – wybranego na przewodniczącego Stowarzyszenia podczas wspomnianego już XIV zjazdu PSMB w Brzegu i powtórnie wybranego podczas XV zjazdu PSMB w Darłowie (przewodniczącym XV zjazdu był dr Jerzy Karyś). W obu tych kadencjach niezmienny był też skład wiceprzewodniczących i sekretarza generalnego. Funkcje wiceprzewodniczących pełnią prof. Krzysztof Matkowski i dr inż. Zygmunt Matkowski, sekretarzem generalnym jest mgr inż. Krystyna Gągała. Uczestnicy XV zjazdu w Darłowie przyznali tytuł honorowego członka PSMB drowi inż. Jerzemu Karysiowi oraz Honorową złotą odznakę PSMB z diamentem prof. Wojciechowi Skowrońskiemu. Obrady XV zjazdu były okazją do wręczenia nagrody dla firmy najlepiej współpracującej w ostatnich latach ze stowarzyszeniem (Carsekt Sp. z o.o. prezentująca podczas kursów i konferencji system „Saurus”). Stowarzyszenie pielęgnuje pamięć o zaangażowaniu wielu osób w budowę jego prestiżu. W 2013 roku, podczas obrad XII Sympozjum „Ochrona obiektów budowlanych przed wilgocią, korozją biologiczną i ogniem” prof. Wojciech Skowroński zaproponował ustanowienie nagród w postaci Medalu im. Jerzego Ważnego, by oddać należną cześć Profesorowi – pionierowi polskiej mykologii budowlanej oraz Medalu im. Zygmunta Stramskiego – na cześć Honorowego Przewodniczącego Stowarzyszenia. Propozycję tę uzupełnił następnie inicjatywą rozszerzenia palety honorowych odznak o „Honorowe złote odznaki PSMB z diamentem”. Idea tych nagród już doczekała się realizacji. Medale im. Jerzego Ważnego przyznane zostały w 2015 r. przez Polskie Stowarzyszenie Mykologów Budownictwa w porozumieniu z Komitetem Technologii Drewna PAN. Komitet Technologii Drewna z dniem 6 grudnia 2015 roku zakończył jednak swoją działalność w dotychczasowej formie organizacyjnej. W związku z tym, według nowego regulaminu, przyszłe medale będą przyznawane przy współpracy Stowarzyszenia z Komitetem Nauk Leśnych i Technologii Drewna PAN. Honorowe odznaki PSMB z diamentem otrzymali wszyscy zasłużeni seniorzy. W 2014 roku Medalami im. Zygmunta Stramskiego wyróżniono prof. Krzysztofa J. Krajewskiego, prof. Zofię Żakowską oraz dra inż. Jerzego Karysia. Jeden z medali przekazany został Rodzinie Zygmunta Stramskiego. W 2015 roku Medalami im. Jerzego Ważnego wyróżniono prof. Andrzeja Fojutowskiego i dra Jerzego Karysia. Pewną ilustracją aktywności Stowarzyszenia jest przyjęta z ogromnym zadowoleniem i satysfakcją informacja o nadaniu – na wniosek Zarządu Głównego PSMB sformułowany w 2015 roku – cywilnego odznaczenia państwowego „Złotego Krzyża Zasługi” kol. Krystynie Styrczuli.
Stowarzyszenie dziś czuwa, w szerokim tego słowa znaczeniu, nad standardami działań ochronnych w budownictwie. Promocji rzetelnie działających firm i najlepszych rzeczoznawców służą corocznie ogłaszane konkursy. W Stowarzyszeniu działa Rada Naukowa i Komisja Ekspertów. Realizowane są tradycyjne już kursy i szkolenia, wydawane są monografie naukowe zawierające cenny materiał merytoryczny, rozwija się współpraca z instytucjami, uczelniami i komitetami PAN, prowadzone są liczne prace ekspertyzowe i doradcze. Seria Monografie PSMB „Ochrona budynków przed wilgocią, korozją biologiczną i ogniem” jest na bieżąco realizowana – poszczególne tomy ukazały się w 2013 r., 2014 r., 2015 r. i w 2017 roku. Oprócz tego wydawnictwa „Medium” i „Lasy Państwowe” wprowadziły na rynek książki. W 2015 roku ukazała się ponadto monografia PSMB: Skowroński W.: Odporność ogniowa konstrukcji w wybranych zagadnieniach budownictwa i technologii drewna, Seria: Monografie PSMB, Monografia Nr 12, 2015, s. 146. Szeroki zakres informacyjny prezentowany jest na mocno ostatnio rozbudowanej stronie internetowej http://www.psmb.wroclaw.pl/ oraz w odpowiedniej literaturze technicznej.
Problematyka ochrony antykorozyjnej znajduje w Polsce znaczące uznanie, o czym świadczy ogromna ilość wykonywanych prac i badań naukowych oraz robót budowlanych. Na zyskanie tych dobrych opinii i doświadczeń inżynierskich pracowali w kraju badacze, uczeni, inżynierowie wielu branż i zwykli entuzjaści. Począwszy od okresu międzywojennego, aż do czasów współczesnych, problemy trwałości obiektów uwzględniano zawsze podczas projektowania i remontów obiektów dostosowując materiał i formy architektoniczne do warunków klimatycznych, a w późniejszym czasie do kontaktu z agresywnym środowiskiem chemicznym i biologicznym. Wraz z rozwojem nauki i techniki doskonalono również rozwiązania konstrukcyjne, gdy okazywało się, że działania architektoniczne nie zawsze w pełni spełniają wymagania eksploatacyjne. Wykorzystano także dorobek różnych dziedzin nauki, w ten sposób, aby zaradzić bieżącym zadaniom związanym z ochroną obiektów. Finezja potrzeb wymagała skorzystania z najlepszych rozwiązań, których autorami byli najlepsi naukowcy i inżynierowie. Uwzględniono również rozwiązania organizacyjne i inżynierskie, którym naprzeciw wychodziła działalność Polskiego Stowarzyszenia Mykologów Budownictwa. Pozwalało to w przeszłości i pozwala obecnie na łatwą aplikację optymalnych i nowoczesnych rozwiązań mających na celu zapewnianie obiektom określonej trwałości, aplikacjom bazującym także na ochronie przed wilgocią i korozją biologiczną.

### Komisje Główne w kadencji 2019–2023
- Główna Komisja ds. Działalności gospodarczej i Budżetu
- Główna Komisja ds. Organizacji Kursów i Seminariów promocyjno-szkoleniowych
- Główna Komisja ds. Organizacji Konferencji
- Główna Komisja ds. Aktów prawnych
- Główna Komisja Kwalifikacyjna ds. Rzeczoznawstwa
- Główna Komisja ds. Nagród i Wyróżnień

### Skład Zarządu Głównego PSMB w kadencji 2019–2023
- Prof. dr hab. inż. Wojciech Skowroński – Przewodniczący Stowarzyszenia
- Prof. dr hab. inż. Krzysztof Matkowski – Zastępca Przewodniczącego
- Dr inż. Zygmunt Matkowski – Zastępca Przewodniczącego
- Mgr inż. Krystyna Gągała – Sekretarz Generalny
- Dr inż. Tomasz Kania – Skarbnik Generalny
- Prof. dr hab. inż. Andrzej Fojutowski – Członek Zarządu
- Prof. dr hab. inż. Henryk Stoksik – Członek Zarządu
- Mgr inż. Barbara Dąbrowska – Członek Zarządu
- Mgr inż. Krystyna Styrczula – Członek Zarządu
- Mgr inż. Barbara Dąbrowska – Członek Zarządu
- Mgr inż. Adam Gierczak – Członek Zarządu
- Mgr inż. Wojciech Komorowski – Członek Zarządu

## Media
Polskie Stowarzyszenie Mykologów Budownictwa prowadzi serię wydawniczą „Monografie” oraz wydaje czasopismo „Biuletyn Mykologiczny”.

## Nagrody i wyróżnienia
11 października 2021 r. Kapituła Dolnośląskiego Klucza Sukcesu wyłoniła – po raz 25. – Laureatów Dolnośląskiego Klucza Sukcesu. Uroczysta Gala odbyła się 28 października 2021 r. w Hotelu Maria Antonina w Zagórzu Śląskim nad jeziorem Bystrzyckim. Laureatem w kategorii „Dla dolnośląskiej firmy najlepiej współpracującej ze społecznością lokalną” zostało Polskie Stowarzyszenie Mykologów Budownictwa